# Šljivica
Šljivica (izvirno srbsko Шљивица) je naselje v Srbiji, ki upravno spada pod Občino Rekovac; slednja pa je del Pomoravskega upravnega okraja.

## Demografija
V naselju živi 145 polnoletnih prebivalcev, pri čemer je njihova povprečna starost 50,5 let (45,8 pri moških in 55,7 pri ženskah). Naselje ima 54 gospodinjstev, pri čemer je povprečno število članov na gospodinjstvo 2,91.
To naselje je, glede na rezultate popisa iz leta 2002, večinoma srbsko, a v času zadnjih treh popisov je opazno zmanjšanje števila prebivalcev.
|  |

| Demografija | Demografija     | Demografija     |
| Leto        | Št. prebivalcev | Št. prebivalcev |
| ----------- | --------------- | --------------- |
|             |                 |                 |
|             |                 |                 |
|             |                 |                 |
|             |                 |                 |
| 1948        | 362             |                 |
| 1953        | 352             |                 |
| 1961        | 349             |                 |
| 1971        | 322             |                 |
| 1981        | 294             |                 |
| 1991        | 229             | 216             |
| 2002        | 163             | 157             |
|             |                 |                 |

| Etnična sestava po popisu iz leta 2002 | Etnična sestava po popisu iz leta 2002 | Etnična sestava po popisu iz leta 2002 | Etnična sestava po popisu iz leta 2002 | Etnična sestava po popisu iz leta 2002 |
| -------------------------------------- | -------------------------------------- | -------------------------------------- | -------------------------------------- | -------------------------------------- |
| Srbi                                   | Srbi                                   |                                        | 153                                    | 97,45%                                 |
| Črnogorci                              | Črnogorci                              |                                        | 2                                      | 1,27%                                  |
| Romuni                                 | Romuni                                 |                                        | 1                                      | 0,63%                                  |
| Makedonci                              | Makedonci                              |                                        | 1                                      | 0,63%                                  |
| Neznano                                | Neznano                                |                                        | 0                                      | 0,0%                                   |